# Kevin Wasserman
Kevin John Wasserman, známější jako Noodles (* 4. února 1963), je hlavním kytaristou a doprovodným zpěvákem skupiny The Offspring.

## Biografie
Kevin John "Noodles" Wasserman se narodil v Los Angeles v Kalifornii. Ještě předtím než Noodles začal hrát v kapele The Offspring, byl členem místní kapely zvané Clowns of Death. Členem Offspring se stal údajně proto, že byl jediným plnoletým člověkem, který byl ochoten pro ostatní kupovat alkohol a zároveň uměl hrát skvěle na kytaru. Na jednom z prvních koncertů kapely Offspring utrpěl bodné zranění ramene způsobené jedním skinheadem z publika.
Když skupina začínala a ostatní členové byli ještě studenty středních škol, on už pracoval v základní škole jako školník. Kvůli této práci měl v plánu odejít z kapely, jelikož už v tom neviděl tak veliký smysl, avšak nepředvídatelný úspěch alba Smash ho přinutil toto rozhodnutí přehodnotit.

## Vybavení
Noodles používá především kytary značky Ibanez a od této firmy má i 3 své vlastní modely. První se jmenuje NDM1, druhá NDM2 a třetí (překvapivě) NDM3. Všechny tyto kytary jsou pojmenovány po něm (NDM1 = "Noodles model series" n.1). Snímače používá hlavně od společnosti DiMarzio.